# Design Academy Eindhoven
Design Academy Eindhoven is een school voor hoger beroepsonderwijs gespecialiseerd in vormgeving. De academie biedt een 4-jarige bacheloropleiding en verscheidene masteropleidingen aan op het gebied van industriële vormgeving. De School voor Industriële Vormgeving - de eerste in Nederland - werd opgericht in 1955 en werd later bekend onder de naam Akademie (voor) Industriële Vormgeving Eindhoven (AIVE). Die naam werd eind 1997 veranderd in Design Academy Eindhoven.
Het Britse designmagazine ICON plaatste de Design Academy Eindhoven in 2005 op nummer vijf van een door het blad samengestelde lijst van de invloedrijkste personen, producten en instellingen op het gebied van ontwerp van dat moment wereldwijd; op nummer tien stond de enige andere Nederlandse vermelding.

## Bekende afgestudeerden
- Maarten Baas, ontwerper
- Helen Berman, kunstschilderes
- Jurgen Bey, ontwerper
- Tord Boontje, ontwerper
- Jacco Bregonje, ontwerper
- Susan Christianen, ontwerper
- Els Coppens-van de Rijt, kunstschilderes
- Leonne Cuppen, ontwerper
- Piet Hein Eek, ontwerper
- Axel Enthoven, ontwerper
- Tim Enthoven, illustrator, beeldend kunstenaar en stripmaker
- Ria van Eyk, textielkunstenaar
- Camiel Fortgens, modeontwerper
- Jan van Gemert, kunstschilder
- René Holten, ontwerper
- Richard Hutten, ontwerper
- Hella Jongerius, ontwerper
- Joris Laarman, digitaal ontwerper en kunstenaar
- Guido Lippens, schilder en tekenaar
- Christien Meindertsma, ontwerper en kunstenaar
- Monika Mulder, productontwerper
- Francine Oomen, schrijfster en illustratrice
- Jan-Peter van Opheusden, kunstschilder
- Wieki Somers, ontwerper
- Ton van de Ven, creatief directeur (Efteling)
- Marije Vogelzang, ontwerper